# Pieterpad

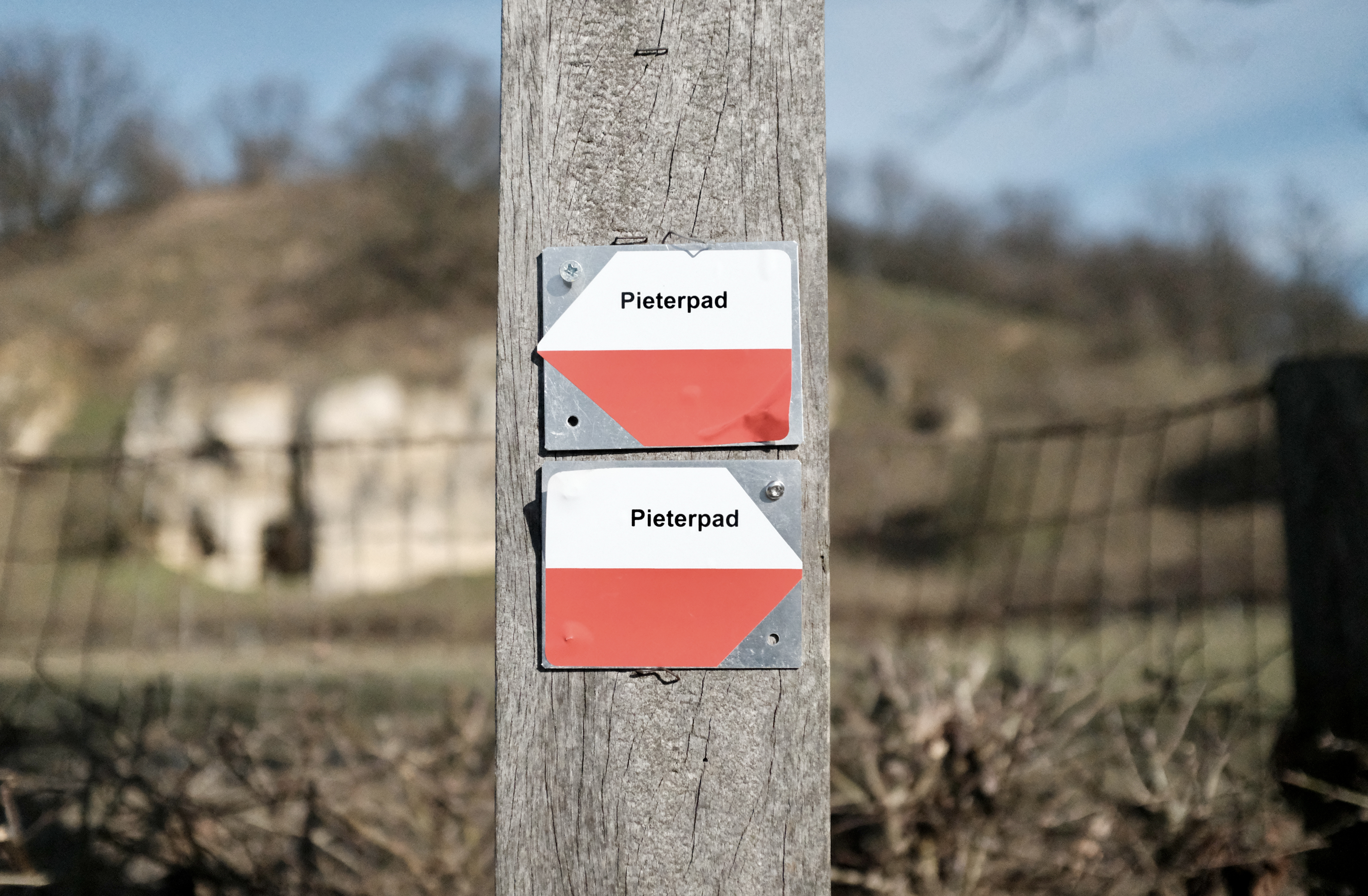

Het Pieterpad (LAW 9) voert van Pieterburen nabij de Groningse Waddenkust naar de Sint-Pietersberg bij Maastricht en heeft een lengte van 501 kilometer, onderverdeeld in 26 etappes. Het is de bekendste langeafstandswandelroute van Nederland. De route voert door de meest uiteenlopende landschappen en wordt onderhouden door Nivon.
Het Pieterpad is in het veld gemarkeerd met de internationaal bekende wit-rode merktekens van langeafstandswandelpaden (LAW). Op de Sint-Pietersberg sluit het Pieterpad aan op de Europese wandelroute GR5, die tevens onderdeel is van wandelroute E2. De GR5, die via de Ardennen en de Franse Alpen naar Nice loopt, is een van de populairste internationale wandelpaden voor Nederlandse wandelaars.

## Geschiedenis
Het pad is ontworpen door de Tilburgse Toos Goorhuis-Tjalsma en de Groningse Bertje Jens uit onvrede over het gebrek aan langeafstandswandelpaden in Nederland. Van 1978, toen Jens met pensioen ging, tot 1983 maakten de vriendinnen tal van wandelingen om de route uit te stippelen. Ze maakten gebruik van bestaande wandelpaden, waarbij het uitzoeken van de beste verbinding tussen twee paden soms dagen kostte. In 1983 werd het Pieterpad halverwege in Vorden officieel in gebruik genomen.
Op 21 april 2006 is er in Vorden een bronzen plaquette onthuld als eerbetoon aan beide dames. Ook in de boswachterij het Sleenerzand bevindt zich een monument met plaquette ter ere van de ontwerpers van de wandelroute. Het Pieterpad wordt anno 2006 onderhouden door een werkgroep, onder aanvoering van Maarten Goorhuis (zoon van Toos Goorhuis) en fotograaf Wim van der Ende.
Nivon had in 2009 250.000 gidsen van het Pieterpad verkocht. Op basis van de ervaring dat elke gids gemiddeld door vier personen wordt gebruikt, becijferde de vereniging dat er toen al ongeveer een miljoen mensen het Pieterpad hebben bewandeld.

## Wijzigingen
In de loop van de tijd zijn er heel wat wijzigingen in het tracé van het pad gekomen. Deze wijzigingen kunnen voortkomen uit veranderingen in het landschap zelf, zoals de aanleg van de A73. Belangrijker voor de wandelaar zijn die wijzigingen waarbij vanuit landschappelijk oogpunt naar mooiere routes is gezocht. Er zijn door natuurontwikkeling nieuwe mogelijkheden bij gekomen, zodat de route meer over onverharde paden gaat. Met de herdenking van het 25-jarig bestaan van het pad op 25 oktober 2008 in Vorden werd een vernieuwd noordelijk tracé (deel I) gepresenteerd. In 2010 volgde het vernieuwde zuidelijke tracé (deel II).
Op de officiële website wordt aangegeven welke (tijdelijke) wijzigingen er in de route zijn, in afwijking van de laatste editie van de papieren versie van de gids. 
In 2016 werd het eindpunt van het Pieterpad op de Sint-Pietersberg verplaatst naar het uitzichtplatform dat uitkijkt over de ENCI-groeve.
In 2023, ter ere van het 40-jarig bestaan van het Pieterpad, heeft Natuurmonumenten een herkenbaar eindpunt ontworpen en geplaatst bij de ENCI-groeve. Wandelaars kunnen hier een selfie maken vanaf de Sint-Pietersberg.

## Etappes
| etappe | van                   | naar                  | lengte (km) |
| ------ | --------------------- | --------------------- | ----------- |
| 1      | Pieterburen           | Winsum                | 11,8        |
| 2      | Winsum                | Groningen             | 21,4        |
| 3      | Groningen             | Zuidlaren             | 20,8        |
| 4      | Zuidlaren             | Rolde                 | 17,2        |
| 5      | Rolde                 | Schoonloo             | 17,9        |
| 6      | Schoonloo             | Sleen                 | 23,8        |
| 7      | Sleen                 | Coevorden             | 21,3        |
| 8      | Coevorden             | Hardenberg            | 19,0        |
| 9      | Hardenberg            | Ommen                 | 20,8        |
| 10     | Ommen                 | Hellendoorn           | 20,8        |
| 11     | Hellendoorn           | Holten                | 15,5        |
| 12     | Holten                | Laren                 | 15,0        |
| 13     | Laren                 | Vorden                | 13,5        |
| 14     | Vorden                | Zelhem                | 16,8        |
| 15     | Zelhem                | Braamt                | 17,3        |
| 16     | Braamt                | Millingen aan de Rijn | 23,7        |
| 17     | Millingen aan de Rijn | Groesbeek             | 20,2        |
| 18     | Groesbeek             | Gennep                | 14,4        |
| 19     | Gennep                | Vierlingsbeek         | 18,2        |
| 20     | Vierlingsbeek         | Swolgen               | 23,0        |
| 21     | Swolgen               | Venlo                 | 20,6        |
| 22     | Venlo                 | Swalmen               | 22,5        |
| 23     | Swalmen               | Montfort              | 21,1        |
| 24     | Montfort              | Sittard               | 23,4        |
| 25     | Sittard               | Strabeek              | 21,8        |
| 26     | Strabeek              | Sint-Pietersberg      | 17,0        |

De afstanden zijn afkomstig van de digitale GPX-routebestanden van Nivon, versie juli 2021.

## Afbeeldingen

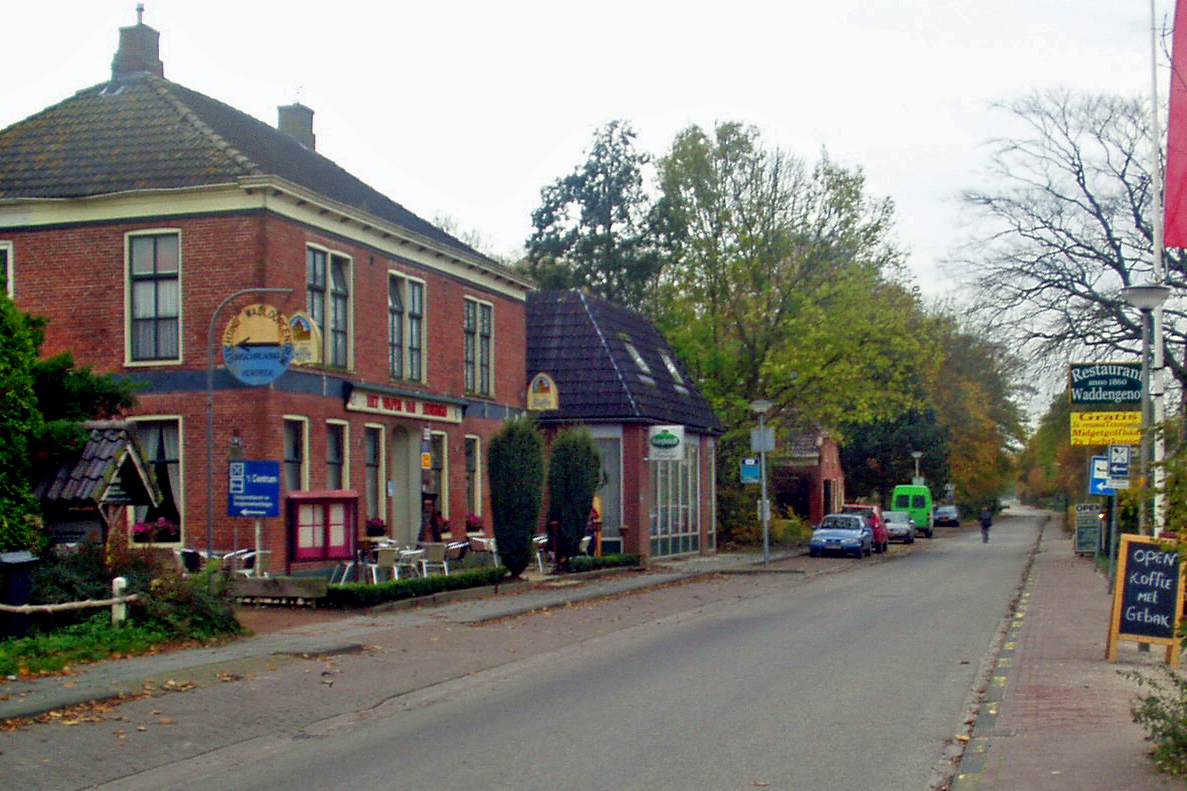
het beginpunt in Pieterburen
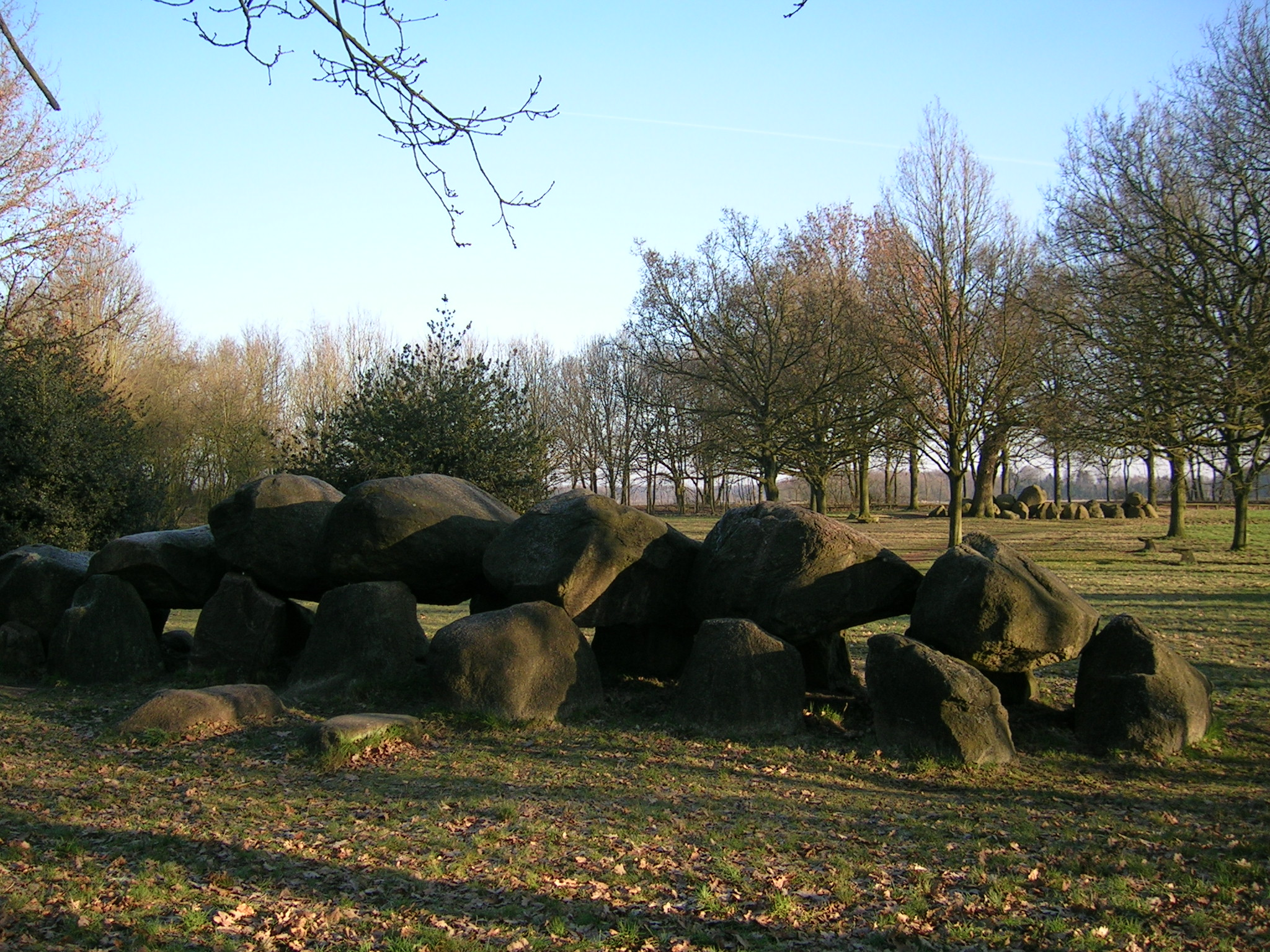
Bij Rolde
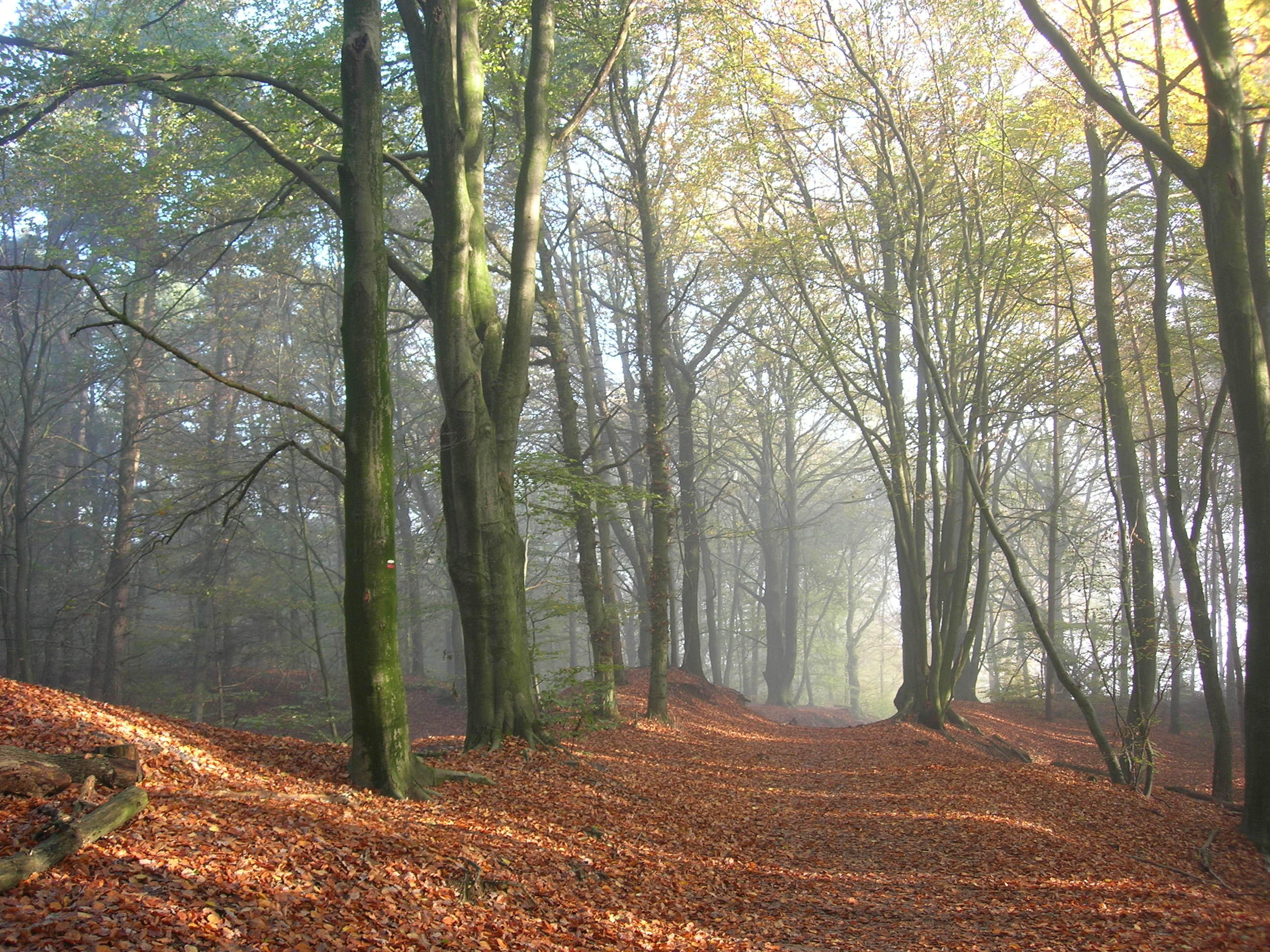
Bij Doetinchem
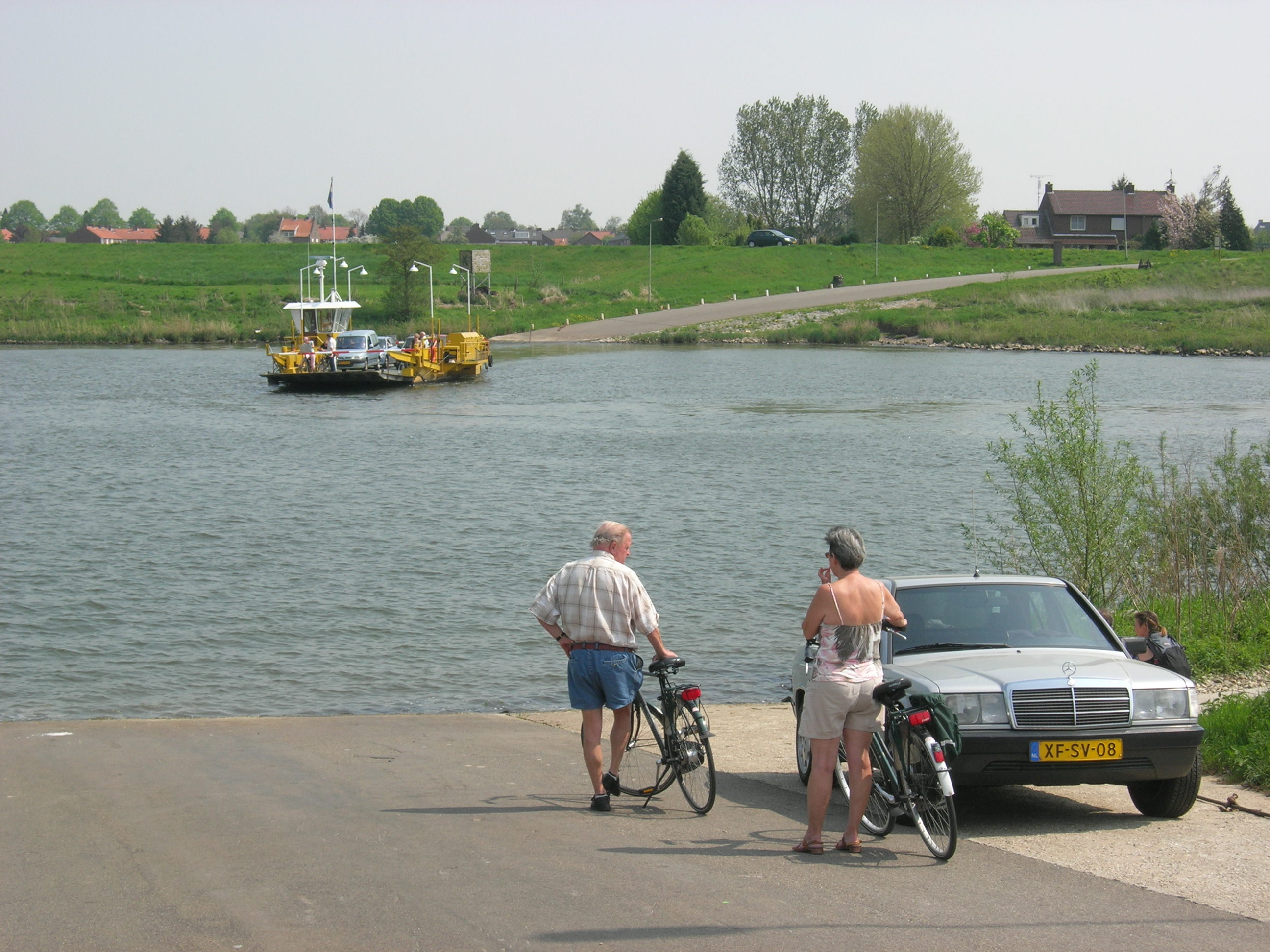
Veer bij Grubbenvorst
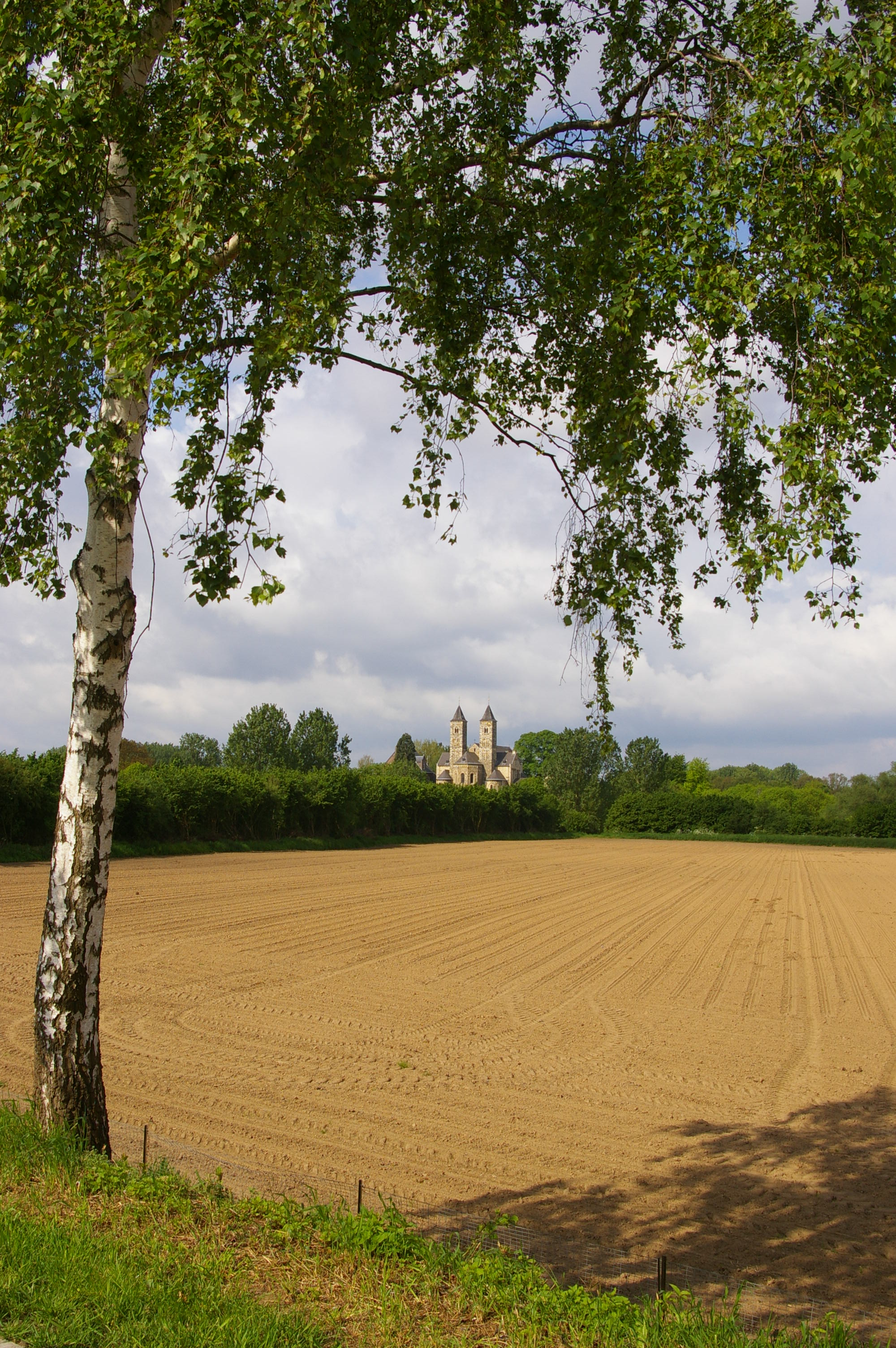
Bij Sint Odiliënberg
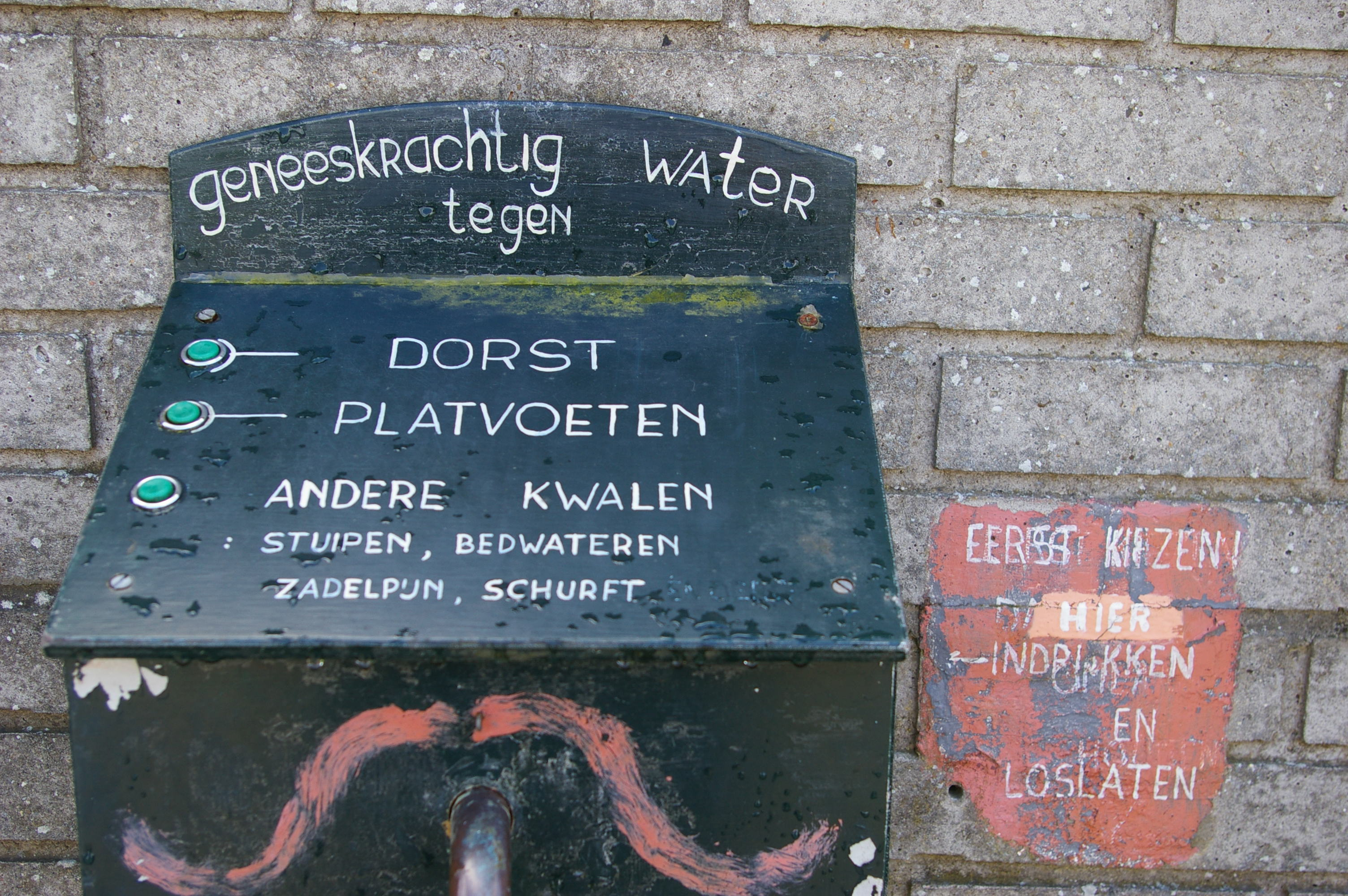
Geneeskrachtig water bij Windraak (2012)
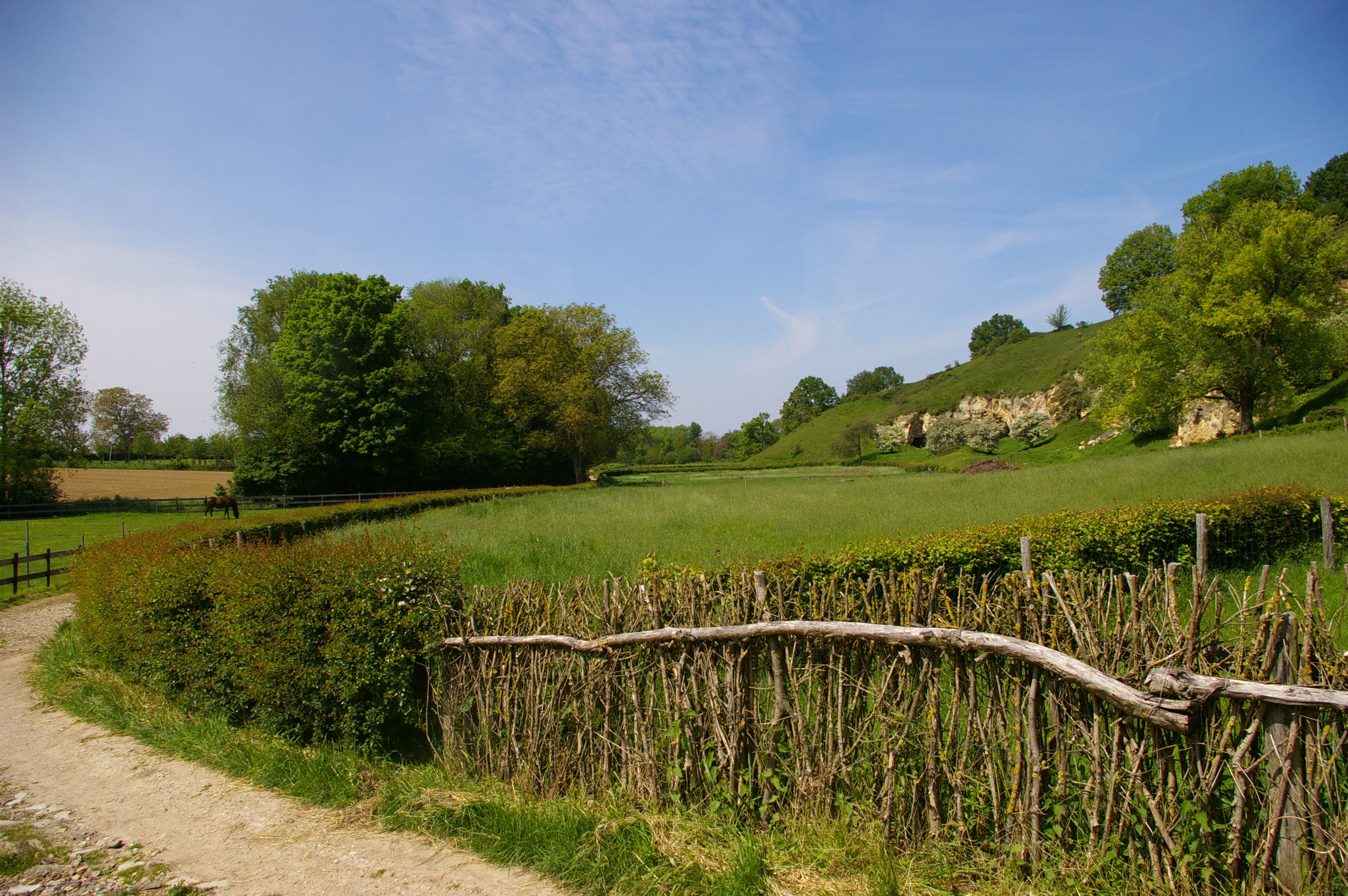
Mergelgroeve bij Bemelen
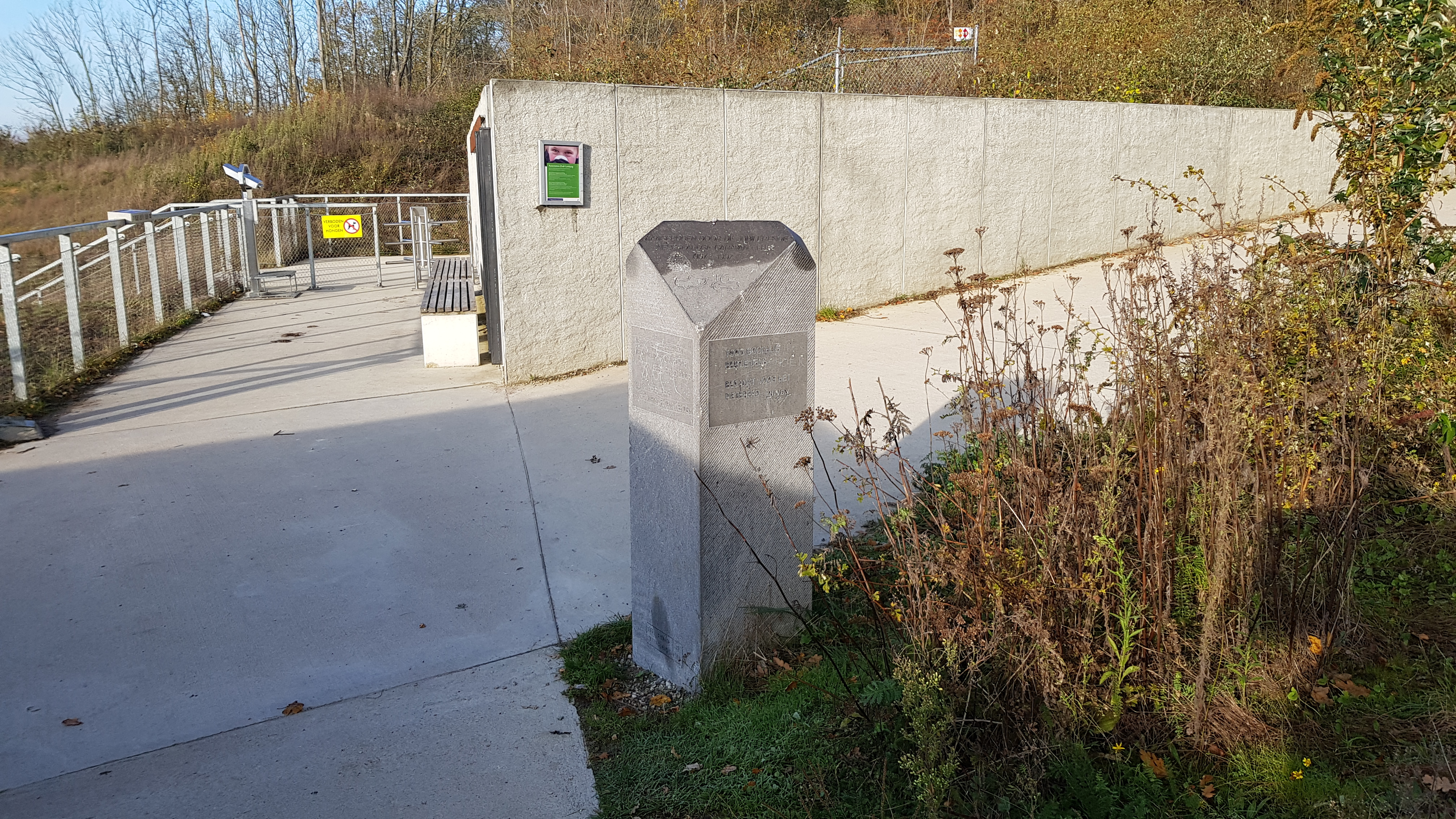
het eindpunt van het Pieterpad op de Sint-Pietersberg

## Trivia
- Boven de Bergen is een Nederlandse film die speelt tegen de achtergrond van een wandelvakantie langs het Pieterpad. De film is geproduceerd in 1992 en is geregisseerd door Digna Sinke.
- In 2005 verscheen de thriller Moord op het Pieterpad van Gebr. Wagenaar (pseudoniem van het schrijversduo Gert Jan de Vries en Auke Leistra). Het verhaal speelt zich af rond de etappeplaats Vorden, waar de biograaf van de dichter Staring wordt vermoord.
- In de VRT/VPRO-serie Dwars door de Lage Landen uit 2022 legden de Belgische tv-maker Arnout Hauben en zijn vrienden Philippe Niclaes en Ruben Callens het Pieterpad af na eerst van Oostende naar Maastricht te zijn gewandeld.